# Erich Rechenberg
Erich Rechenberg (ur. 1 marca 1901, zm. 2000 w Ratzeburgu) – zbrodniarz nazistowski, członek załogi niemieckiego obozu koncentracyjnego Gross-Rosen i SS-Obersturmführer. 

## Życiorys
W czasie II wojny światowej walczył na froncie w szeregach Wehrmachcie jako Oberleutnant. Po odniesieniu ran został przeniesiony do SS i skierowany na krótki czas do służby w obozie Auschwitz-Birkenau. Następnie został komendantem podobozów Gross-Rosen - Görlitz, Bautzen, Kamenz, Kratzau, Niesky i Zittau. Zmarł w Ratzeburgu koło Berlina w 2000.